# Kastelberg
Pour le vin, voir kastelberg (grand cru).
Ne pas confondre avec le site fortifié du Kastelberg dans le Jura alsacien sur les communes de Kœstlach et Mœrnach.
Le Kastelberg est le quatrième plus haut sommet du massif des Vosges avec 1 350 mètres d'altitude formant l'ancienne limite régionale entre l'Alsace (Haut-Rhin) et la Lorraine (Vosges).

## Géographie

### Situation
Le Kastelberg est situé à la limite entre les départements des Vosges et du Haut-Rhin, entre les sommets du Hohneck au nord et du Rainkopf au sud. Son territoire est partagé entre les communes de La Bresse et de Metzeral, ainsi que de Mittlach pour sa partie la plus basse.
Son flanc occidental est bordé par la route des Crêtes.

### Climat

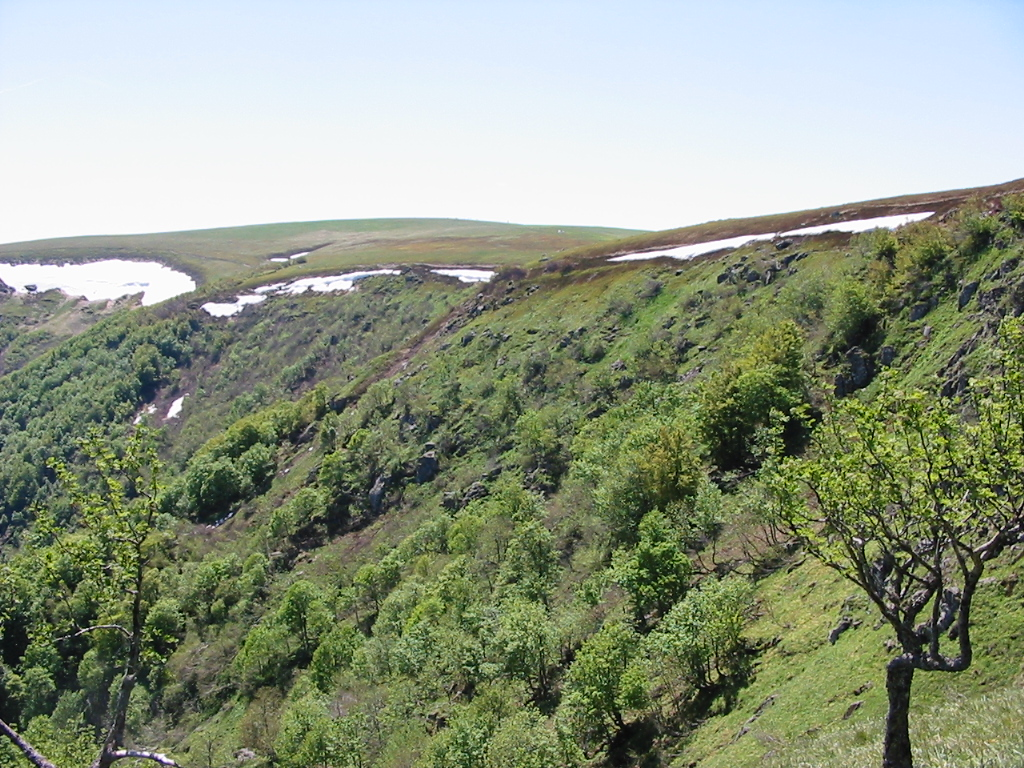
Versant alsacien du Kastelberg : le sentier des névés avec le Wormsawald-Ammelthal à gauche.

Le Kastelberg et précisément le lieu-dit Wormsawald-Ammelthal (48° 01′ 18″ N, 7° 00′ 29,6″ E) abrite jusqu'en juillet, exceptionnellement en août, le dernier névé des Vosges au lieu-dit Schwalbennest (traduction de l'alsacien/allemand « nid d'hirondelles »). En 1978, la plaque de neige a subsisté jusqu'au 15 septembre.

## Activités
Plusieurs sentiers de randonnée jalonnent la montagne, dont une variante du GR 5 sur son flanc ouest, ainsi que le GR 531 au sud.
Il comprend trois pistes de ski alpin de la station de La Bresse Hohneck dont il constitue le point culminant.
Le Kastelberg est également un lieu de pratique du snowkite en hiver.